# Список похороненных на Федеральном военном мемориале «Пантеон защитников Отечества»

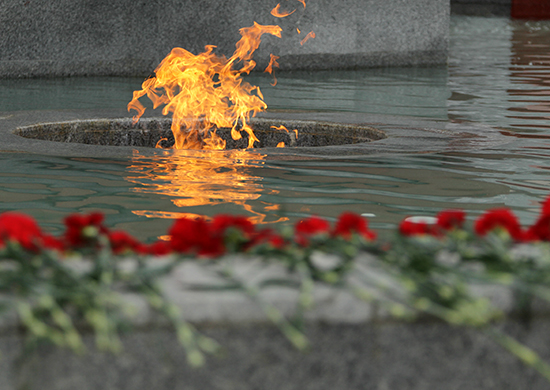
Вечный огонь

Федеральный военный мемориал «Пантеон защитников Отечества» является одним из самых значимых некрополей Москвы и Московской области после Новодевичьего кладбища и некрополя у Кремлёвской стены. Поскольку захоронения в некрополе у Кремлёвской стены полностью прекращены, а на территории Новодевичьего кладбища почти закончились места для захоронений, то этот Федеральный военный мемориал приобрёл статус главного общегосударственного пантеона. Официально он был открыт в 2013 году и располагается в Мытищинском районе Московской области на 4-м километре Осташковского шоссе.
Списки упорядочены по алфавиту.

## Государственные деятели
1. Бакланов Олег Дмитриевич (1932—2021) — советский хозяйственный и политический деятель, министр общего машиностроения СССР; являясь главой ракетно-космической отрасли СССР, курировал государственную программу по созданию многоразовой транспортной космической системы «Энергия — Буран»[1].
2. Балакшин Юрий Зосимович (1939—2016) — советский государственный деятель, председатель Мурманского областного исполнительного комитета (1984—1990), министр промышленности строительных материалов РСФСР (1990)[2].
3. Вайно Карл Генрихович (1923—2022) — советский государственный и политический деятель, первый секретарь ЦК Коммунистической партии Эстонии (1978—1988)[3].
4. Ковалёв Николай Дмитриевич (1949—2019) — директор ФСБ России (1996—1998), генерал армии, депутат Государственной Думы России (1999—2019)[4].
5. Родионов Игорь Николаевич (1936—2014) — министр обороны России (1996—1997), генерал армии, депутат Государственной Думы России (1999—2007)[5].
6. Сизов Геннадий Васильевич (1941—2021) — советский и российский дипломат, Чрезвычайный и полномочный посол[6].
7. Чижов Анатолий Алексеевич (1934—2021) — советский и российский организатор производства ракетно-космической техники, директор завода «Прогресс», Герой Социалистического Труда[7].
8. Чуров Владимир Евгеньевич (1953—2023) — российский государственный деятель, председатель Центральной избирательной комиссии Российской Федерации (2007—2016)[8].
9. Шиманский Всеволод Павлович (1921—2021) — министр торговли РСФСР (1972—1988), депутат Верховного Совета РСФСР IX-го созыва (1975—1980), участник Великой Отечественной войны[9].

## Космонавты и их родственники
1. Аксёнов Владимир Викторович (1935—2024) — лётчик-космонавт СССР, подполковник-инженер, дважды Герой Советского Союза[10].
2. Викторенко Александр Степанович (1947—2023) — советский и российский лётчик-космонавт, полковник, Герой Советского Союза[11].
3. Гагарина Валентина Ивановна (1935—2020) — вдова первого в мире космонавта Ю. А. Гагарина[12].
4. Горбатко Виктор Васильевич (1934—2017) — лётчик-космонавт СССР, генерал-майор, дважды Герой Советского Союза[13].
5. Губарев Алексей Александрович (1931—2015) — лётчик-космонавт СССР, генерал-майор авиации, дважды Герой Советского Союза, Герой ЧССР[14].
6. Леонов Алексей Архипович (1934—2019) — советский космонавт № 11, первый человек, вышедший в открытый космос; дважды Герой Советского Союза, генерал-майор авиации[15].
7. Манаков Геннадий Михайлович (1950—2019) — лётчик-космонавт СССР, полковник, Герой Советского Союза, Офицер ордена Почётного легиона (Франция)[16].
8. Рюмин Валерий Викторович (1939—2022) — советский и российский космонавт, дважды Герой Советского Союза, подполковник-инженер[17].
9. Филипченко Анатолий Васильевич (1928—2022) — лётчик-космонавт СССР, генерал-майор авиации, дважды Герой Советского Союза[18].
10. Шаталов Владимир Александрович (1927—2021) — лётчик-космонавт СССР, дважды Герой Советского Союза, генерал-лейтенант[19].

## Спортсмены
1. Жармухамедов Алжан Мусурбекович (1944—2022) — советский баскетболист. Олимпийский чемпион 1972 года. Бронзовый призёр Олимпиады 1976 года. Первый олимпийский чемпион казахского происхождения. Заслуженный мастер спорта СССР, заслуженный тренер России.
2. Петров Владимир Владимирович (1947—2017) — советский хоккеист, двукратный олимпийский чемпион и 9-кратный чемпион мира, заслуженный мастер спорта СССР (1969)[20].
3. Пономарёва Нина Аполлоновна (1929—2016) — советская легкоатлетка, метательница диска, восьмикратная чемпионка СССР, первая в истории СССР олимпийская чемпионка, двукратная олимпийская чемпионка, рекордсменка мира[21].
4. Седых Юрий Георгиевич (1955—2021) — советский легкоатлет, метатель молота, двукратный олимпийский чемпион по метанию молота, заслуженный мастер спорта СССР (1976)[22].

## Учёные и конструкторы
1. Аржаков Сергей Алексеевич (1933—2023) — специалист в области высокомолекулярных соединений, лауреат Государственной премии СССР и Ленинской премии, заслуженный деятель науки и техники РСФСР[23].
2. Бартенев Сергей Александрович (1925—2020) — профессор кафедры стратегии Военной академии Генерального штаба Вооружённых Сил России, лауреат Государственной премии СССР, заслуженный деятель науки Российской Федерации, полковник[24].
3. Благов Виктор Дмитриевич (1936—2019) — главный специалист Ракетно-космической корпорации «Энергия», проектировщик космических кораблей «Восток» и «Восход», лауреат Государственной премии СССР в области науки и техники[25].
4. Бриш Аркадий Адамович (1917—2016) — разработчик ядерного оружия, главный конструктор Всероссийского НИИ автоматики имени Н. Л. Духова, Герой Социалистического Труда[26].
5. Галушко Виктор Георгиевич (1934—2021) — инженер-конструктор, специалист в сфере авиационного вооружения, доктор технических наук, главный конструктор ОКБ ПО «Стрела»[27].
6. Давыдов Сергей Львович (1917—2017) — учёный, произведший подрыв первой ядерной бомбы СССР 29 августа 1949 года на Семипалатинском полигоне[28].
7. Дементьев Валерий Александрович (1939—2020) — автор научных трудов и изобретений по проблемам разработки и испытаний автоматизированных систем управления РК, теории вооружения и военно-технической политики, генерал-лейтенант[29].
8. Ефименко Леонид Яковлевич (1938—2020) — начальник 2-го производства ЭМЗ «Авангард», лауреат Государственной премии СССР[30].
9. Забелин Леонид Васильевич (1932—2015) — государственный деятель, доктор химических наук, заслуженный химик Российской Федерации, лауреат Ленинской премии, премий Совета Министров СССР и Правительства Российской Федерации[31].
10. Зинченко Жанн Фёдорович (1936—2020) — генеральный директор — главный конструктор ФГУП «Агат», генерал-майор[32].
11. Ивлев Алексей Алексеевич (1952—2019) — начальник научно-исследовательского управления 46 Центрального научно-исследовательского института Министерства обороны России, лауреат Государственной премии имени Маршала Советского Союза Г. К. Жукова, полковник[33].
12. Калашников Михаил Тимофеевич (1919—2013) — конструктор стрелкового оружия, генерал-лейтенант, Герой Российской Федерации, дважды Герой Социалистического Труда, создатель автомата Калашникова[34].
13. Кличановский Георгий Николаевич (1939—2017) — учёный и конструктор, доктор технических наук, лауреат Государственной премии СССР[35].
14. Клягин Анатолий Сергеевич (1955—2020) — советский и российский авиационный инженер, лауреат Государственной премии СССР, генерал-лейтенант[36].
15. Логинов Михаил Николаевич (1903—1940) — советский конструктор артиллерийского вооружения Великой Отечественной войны, лауреат Сталинской премии второй степени[37].
16. Микрин Евгений Анатольевич (1955—2020) — генеральный конструктор пилотируемых программ, генеральный конструктор ПАО РКК «Энергия» имени С. П. Королёва, академик РАН, член Президиума РАН[38].
17. Непобедимый Сергей Павлович (1921—2014) — конструктор ракетного вооружения, член-корреспондент РАН, Герой Социалистического Труда[39].
18. Новожилов Генрих Васильевич (1925—2019) — советский и российский авиаконструктор, доктор технических наук (1975), профессор, генеральный конструктор ОКБ им. С. В. Ильюшина, дважды Герой Социалистического Труда[40].
19. Понуровский Анатолий Романович (1936—2020) — лауреат Государственной премии СССР, полковник[41].
20. Симачёв Вячеслав Иванович (1923—2020) — советский и российский конструктор вооружений, лауреат Государственной премии СССР (1977) и Ленинской премии (1984)[42].
21. Слока Виктор Карлович (1932—2018) — учёный в области радиотехники и радиоинформационных технологий, доктор технических наук, профессор, Герой Российской Федерации, лауреат Государственной премии СССР[43].
22. Соловьёв Юрий Степанович (1935—2020) — советский военный инженер РВСН, лауреат Государственной премии СССР, полковник[44].
23. Ступаков Гурий Петрович (1943—2022) — советский и российский учёный-медик, специалист в области авиационной и космической медицины, генерал-майор медицинской службы, академик РАН[45].
24. Сумин Анатолий Сергеевич (1939—2021) — советский и российский военный учёный в области развития зенитно-ракетных систем ПВО и ВКО, доктор технических наук, профессор, генерал-майор[46].
25. Удальцов Вячеслав Сергеевич (1930—2023) — советский и российский учёный-ядерщик, лауреат Государственной премии СССР, заслуженный деятель науки Российской Федерации, генерал-майор[47].
26. Ураков Николай Николаевич (1929—2017) — советский и российский микробиолог-вирусолог, один из разработчиков бактериологического оружия, доктор медицинских наук, профессор, генерал-майор медицинской службы, лауреат Государственной премии СССР, заслуженный деятель науки Российской Федерации[48].
27. Четвериков Евгений Николаевич (1947—2021) — заслуженный машиностроитель Российской Федерации, лауреат Государственных премий СССР и Российской Федерации[49].
28. Шамшев Кирилл Николаевич (1925—2014) — учёный-физик, член-корреспондент РАН, Герой Социалистического Труда[50].
29. Шенгардт Александр Сергеевич (1925—2020) — советский и российский авиаконструктор, главный конструктор ОКБ ОАО «Туполев»[51].
30. Яковлев Юрий Дмитриевич (1936—2019) — советский военный инженер и изобретатель, лауреат Государственной премии СССР, полковник[52].

## Художники
1. Присекин Сергей Николаевич (1958—2015) — военный художник, действительный член Российской академии художеств (2008), народный художник Российской Федерации (1994)[53].

## Погибшие вавиакатастрофе Ту-154 под Сочи (2016)
Похоронены 48 человек.

## Погибшие вавиакатастрофе Ил-20 в Сирии
Часть российских военнослужащих из экипажа самолёта Ил-20, сбитого в 2018 году по ошибке сирийским комплексом С-200 при отражении израильского авианалёта в провинции Латакия.